# Uranus (film)
Pour les articles homonymes, voir Uranus.
Pour plus de détails, voir Fiche technique et Distribution.
Uranus est un film français réalisé par Claude Berri, sorti en 1990 et adaptant le roman homonyme (1948) de Marcel Aymé.

## Synopsis
Au printemps 1945 dans une ville libérée, l'ingénieur Archambaud (Jean-Pierre Marielle), qui héberge déjà des victimes des bombardements dont le communiste Gaigneux (Michel Blanc) et le professeur de collège Watrin (Philippe Noiret), accepte de cacher l'ancien collaborateur Maxime Loin (Gérard Desarthe), activement recherché par les FFI. Watrin ferme les yeux.
Léopold Lajeunesse (Gérard Depardieu) est le patron herculéen et alcoolique d'un café dont la salle sert de classe pour Monsieur Watrin et ses élèves. Le cafetier malmène le cheminot communiste Rochard (Daniel Prévost) qui a manqué de respect envers le professeur. Rochard se venge et le dénonce aux dirigeants de sa cellule en l'accusant de cacher Maxime Loin. Quand la calomnie est en passe d'être découverte, Rochard, menacé d'exclusion par son parti, est néanmoins soutenu par les membres du PC comme Jourdan (Fabrice Luchini) et Gaigneux.
Le bistroquet demande à Monglat (Michel Galabru), un commerçant ayant fait fortune avec les Allemands et qu'il avait aidé en son temps dans ses trafics avec l'occupant, de venir à son secours. Se sentant menacé par Léopold, Monglat accepte de l'aider, sans pourtant le faire. De son côté, la fille d'Archambaud, Marie-Anne (Florence Darel) est la maîtresse du fils de Monglat et lui demande d’aider Maxime à s'échapper.
Léopold, sous le coup d'une détention administrative, est alors arrêté et emprisonné. Rochard démissionne de la SNCF et assure pendant ce temps l'intérim du service du débit de boissons. Le PC est embarrassé par la situation et décide d'exclure Rochard du parti. Léopold est libéré. Le soir même, alcoolisé, il hurle sur la place publique tous ses ressentiments envers les turpitudes et lâchetés de ses concitoyens, dénonçant les trafics de Monglat.
Alors que l'on fête le retour des prisonniers en ville, chez les Archambaud, Marie-Anne découvre que sa mère a une liaison avec Maxime. Watrin retrouve son fils libéré et lui apprend la mort de sa mère.
Monglat intervient pour que Léopold soit arrêté. Celui-ci refuse de suivre les gendarmes qui l'abattent.
Se rendant à l'improviste chez les Archambaud, attiré par Marie-Anne, Gaigneux s'y trouve nez à nez avec Maxime Loin qui, résigné, se laisse conduire auprès des autorités. En chemin vers la gendarmerie, les deux hommes croisent Archambaud et Watrin qui font mine de n'avoir rien vu.

## Fiche technique
- Titre : Uranus
- Réalisation  : Claude Berri
- Scénario : Claude Berri et Arlette Langmann, d'après le roman homonyme  de Marcel Aymé
- Musique : Jean-Claude Petit
- Direction de la photographie : Renato Berta
- Son : Vincent Arnardi
- Montage : Hervé de Luze
- Montage son : Michel Klochendler
- Décors : Bernard Vézat
- Costumes : Caroline de Vivaise
- Assistance direction artistique : Jean Marc Druais
- Affiche : Tardi
- Production exécutive : Pierre Grunstein
- Budget : environ 80 millions de francs[1]
- Pays de production :  France
- Langue originale : français
- Durée : 100 minutes
- Date de sortie :
  - France : 12 décembre 1990

## Distribution
- Gérard Depardieu : Léopold Lajeunesse
- Jean-Pierre Marielle : Archambaud
- Philippe Noiret : Watrin
- Michel Blanc : Gaigneux
- Michel Galabru : Monglat
- Gérard Desarthe : Maxime Loin
- Fabrice Luchini : Jourdan
- Danièle Lebrun : Mme Archambaud
- Daniel Prévost : Rochard
- Myriam Boyer : Mme Gaigneux
- Ticky Holgado : Mégrin, l'avocat
- Florence Darel : Marie-Anne Archambaud
- Hervé Rey : Pierre Archambaud
- Yves Afonso : le brigadier
- Bernard Ballet : le capitaine
- Dominique Bluzet : Michel Monglat
- Gérard Bôle du Chaumont : Gallien
- André Chaumeau : le policier
- Paul Doumer : le gardien
- Vincent Grass : Ledieu
- Josiane Lévêque : Andréa Lajeunesse
- Patrice Melennec : Montfort
- Alain Stern : Charles Watrin

## Accueil

### Critiques
Le film a reçu des réactions plutôt élogieuses dans l'ensemble, saluant le portrait critique et hypocrite des Français sous l'Occupation.
Néanmoins, une critique négative, intitulée « Le deuil du deuil », suscite la controverse. Serge Daney, dans les pages « Rebonds » de Libération, dénonce le film, en argumentant que le cinéaste ne pensait pas réellement cette période difficile et « rach[etait] le passé ». Claude Berri, défendu par son avocat Thierry Lévy, attaque le journal en exigeant la publication d'un droit de réponse. Débouté une première fois, le tribunal lui donne raison à la seconde tentative, la réponse doit être publiée dans le Libération du 28 février 1991, accompagnée d'un texte de l'avocat Henri Leclerc. Selon Serge Toubiana, c'est la première fois qu'un cinéaste en France se voit octroyer un droit de réponse par voie de presse, hors diffamation. Serge Daney en reste selon les témoignages « meurtri », contre ce texte et aussi du fait qu'aucun de ses collègues, surtout le directeur du journal, Serge July, n'a pris sa défense. Libération pardonne à Berri qui regrette a posteriori cette affaire,,,,,.

### Box-office
Le film réalise 2 545 412 entrées dans les salles françaises.

## Autour du film
- Le titre du film (et du roman éponyme) vient d'une anecdote racontée par le professeur Watrin à Archambaud et Loin, venus lui demander sa « recette du bonheur ». Il y raconte un bombardement qui tua sa femme un soir d'août 1944 où il lisait un ouvrage d'astronomie, au moment où il était en train d'étudier la planète Uranus. Ainsi, il explique dans cette scène que la planète Uranus se rappelle à son souvenir tous les jours à l'heure du bombardement. Afin de ne pas sombrer dans le désespoir et le néant caractérisés par la planète Uranus, Watrin a fait le choix de la vie et de la Terre. Ainsi, il est en perpétuel émerveillement devant les choses de la nature, et est également convaincu que tout est bon dans l'Homme.

## Tournage
Ce film a été tourné en Auvergne dans le parc naturel régional Livradois-Forez, une petite partie à Roanne (Loire) et dans les villes de Maringues et d'Ambert (Puy-de-Dôme).